# Il padrone delle ferriere (romanzo)

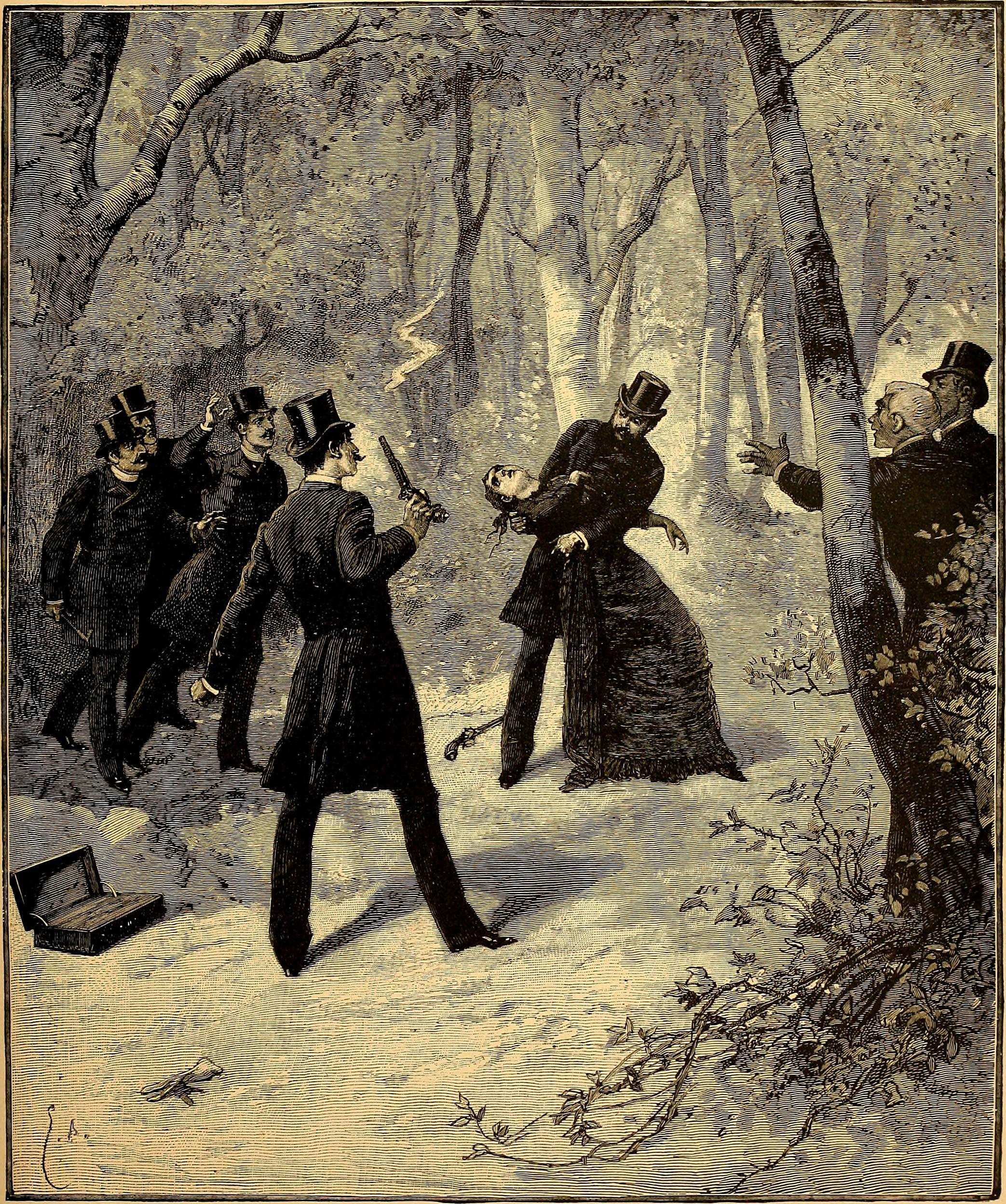
La scena del duello conclusivo, tratta da Il padrone delle ferriere illustrato da Émile Bayard.

Il padrone delle ferriere (Le maître de forges) è uno dei più celebri romanzi dello scrittore francese Georges Ohnet, pubblicato nel 1882 dall'editore parigino Paul Ollendorff.
È una storia sentimentale che si svolge in un ambiente borghese, utilizzando gli artifici del melodramma e del cosiddetto romanzo d'appendice.

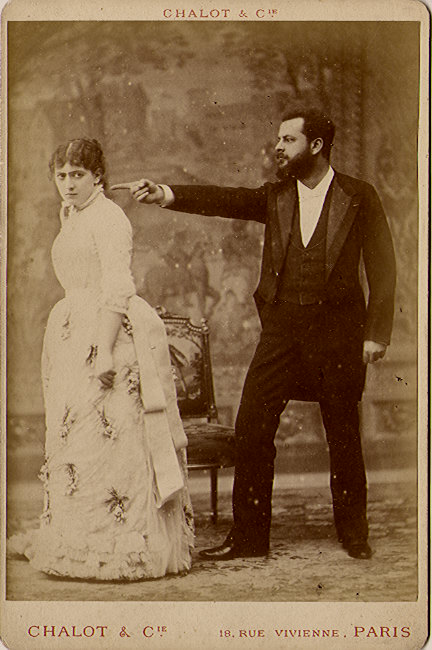
Le maître de forges con Jane Hading e Jacques Damala al Théâtre du Gymnase-Dramatique nel 1883.

## Trama
La giovane e bella marchesa Claire de Beaulieu, ricca aristocratica, è innamorata e promessa sposa del cugino, il duca Gaston de Bligny, un essere egoista e volubile. Il loro matrimonio, deciso da tempo, viene però minacciato dal dissesto finanziario della famiglia di Claire e la giovane si ritrova non solo spiantata, ma anche disperata perché il fidanzato la abbandona preferendo l'interesse economico al loro amore. Il duca de Bligny infatti decide di sposare per puro tornaconto Athénaïs Moulinet, una ricca ereditiera borghese che egli tuttavia non ama. Ciò suscita lo sdegno di Claire che, per dispetto, non esita ad accettare, seppur controvoglia, la corte di Philippe Derblay, un ricco e piacente industriale che lei però disprezza per le sue umili origini. Basato su tali presupposti, il loro rapporto non è certo dei più facili: la sera del matrimonio Philippe comprende i sentimenti di spregio che covano nell'animo di sua moglie e, nel corso di una scena emozionante, le giura un'eterna indifferenza pur continuando a salvare le apparenze di fronte agli occhi del mondo. Con il passare del tempo, però, Claire si rende conto che la statura morale di suo marito è decisamente superiore a quella del suo "nobile" ex fidanzato (tornato a corteggiarla per farne la sua amante) e si consuma d'amore per lui fino al giorno in cui un duello fra i due uomini porta alla drammatica ma felice conclusione della complicata situazione.

Dal film del 1919 Il padrone delle ferriere, fotogramma con Luigi Serventi (il duca di Bligny) e Pina Menichelli (la marchesa Claire de Beaulieu).

## Edizioni
- (FR)  Georges Ohnet, Le maître de forges, Parigi, Ollendorff, 1882
- (IT)  Georges Ohnet, Il padrone delle ferriere, Milano, Treves, 1884.

## Adattamenti

### Per il teatro
Il padrone delle ferriere è stato adattato per il teatro da Ohnet stesso nel 1883. La rappresentazione, creata a Parigi per il Théâtre du Gymnase-Dramatique, venne replicata per più di 271 spettacoli in pochi mesi: «un immenso successo di interesse, emozioni e lacrime», commentò Le Figaro il giorno dopo la prima. Il successo superò i confini della Francia dal momento che la pièce venne messa in scena anche a San Pietroburgo e a Londra.

### Per il cinema
- 1912 - Le maître de forges, film muto francese di Henri Pouctal.
- 1913 - The Ironmaster, film muto americano di Reginald Barker, con Clara Simpson e Gayne Whitman.
- 1919 - Il padrone delle ferriere, film italiano di Eugenio Perego con Luigi Serventi, Pina Menichelli, Maria Caserini e Amleto Novelli.
- 1933 - Le maître de forges, film francese di Fernand Rivers e Abel Gance, con Gaby Morlay e Henri Rollan.
- 1948 - Le maître de forges, film francese di Fernand Rivers, con Hélène Perdrière e Jean Chevrier.
- 1959 - Il padrone delle ferriere, film italiano di Anton Giulio Majano, con Antonio Vilar e Virna Lisi.
- 1969 - Dallo stesso romanzo è stato tratto anche un radiodramma della RAI.